# كهف ماتو
كهف ماتو هو كهف يقع على ضفاف نهر تارفاستو، ويتبع إداريًا مقاطعة فيلياندي في إستونيا.
يبلغ طول الكهف 29.5 م. ويعد الكهف واحدًا من أطول الكهوف ذات الأصل الاستنقاقي.